# 10289 Джеффперри
10289 Джеффперри (10289 Geoffperry) — астероїд головного поясу, відкритий 24 серпня 1984 року.
Тіссеранів параметр щодо Юпітера — 3,163.